# Peter F. Hamilton

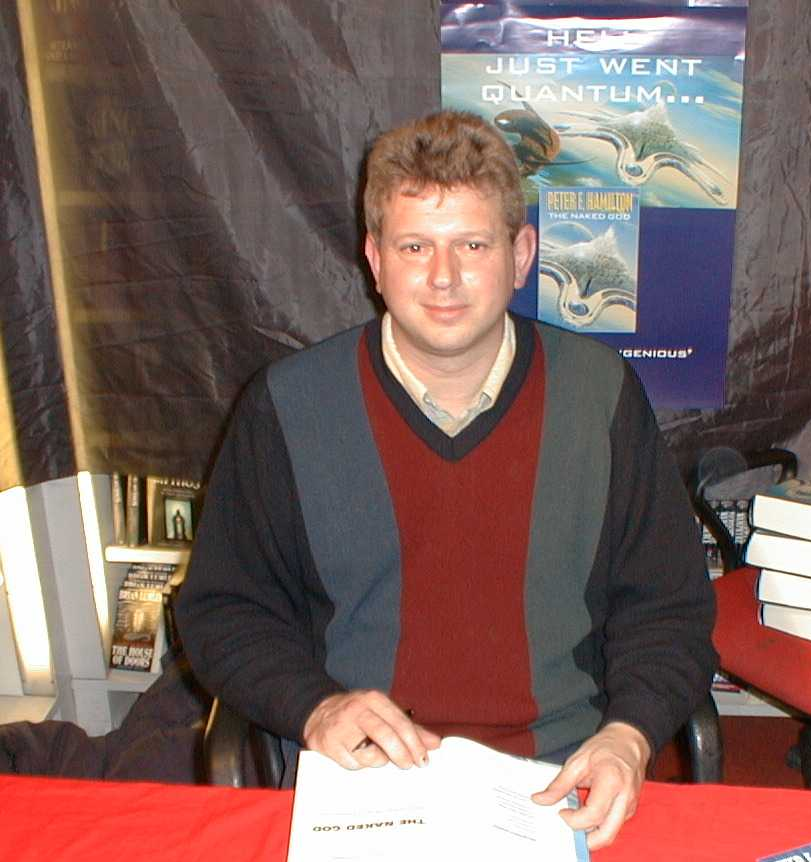
Peter F. Hamilton signerar böcker i London

Peter F. Hamilton, född 1960, är brittisk science fictionförfattare som bland annat skrivit Night's Dawn-trilogin och Fallen Dragon. Hamilton är känd för att skriva väldigt långa romaner, oftast över tusen sidor. Det enda som publicerats av honom på svenska är novellen "Ljusstormen" som var en del av Cyberia-serien som B. Wahlströms bokförlag gav ut.